# Доктор-Рут-Сегомоци-Момпати
Рутх Сегомотси Момпати (Dr Ruth Segomotsi Mompati), бывший Бопхирима (Bophirima) — район Северо-Западной провинции ЮАР. Район был переименован в честь Рутха Сегомотси Момпати, члена АНК с 1952 года, который был с 1994 по 1996 годы членом Южноафриканского парламента и послом в Швейцарии. Административный центр — Фрейбург. По данным переписи 2001 года большинство населения района говорит на языке тсвана.
Район поставляет наибольшее количество крупного рогатого скота в ЮАР, за что его называют «Техасом Южной Африки».

## Административное деление
В состав района Рутх Сегомотси Момпати входят шесть местных муниципалитетов:
- Большой Таунг (местный муниципалитет)
- Кагисано (местный муниципалитет)
- Наледи (местный муниципалитет)
- Мамуса (местный муниципалитет)
- Леква-Теемане (местный муниципалитет)
- Молопо (местный муниципалитет)